# 心鰭鞭魷
心鰭鞭魷（学名：Idioteuthis cordiformis）为鞭魷科獨特鞭魷屬下的一个种。